# Odontopimpla
Odontopimpla är ett släkte av steklar. Odontopimpla ingår i familjen brokparasitsteklar.
Kladogram enligt Catalogue of Life:
| Odontopimpla | \| \| Odontopimpla fasciata \| \| \| \| \| \| Odontopimpla maxima \| \| \| \| |
|              | \| \| Odontopimpla fasciata \| \| \| \| \| \| Odontopimpla maxima \| \| \| \| |
|              | Odontopimpla fasciata                                                         |
|              |                                                                               |
|              | Odontopimpla maxima                                                           |
|              |                                                                               |